# Îles Pratas
 (juin 2023).
Si vous disposez d'ouvrages ou d'articles de référence ou si vous connaissez des sites web de qualité traitant du thème abordé ici, merci de compléter l'article en donnant les références utiles à sa vérifiabilité et en les liant à la section « Notes et références ».
Les îles Pratas ou îles Dongsha sont un atoll formé de trois îles situé dans le nord-nord-est de la mer de Chine méridionale, à 243 km au sud-sud-est de Jiazi Jiao, un cap localisé à l'est de la ville-préfecture de Shanwei, sur la côte méridionale de la province chinoise du Guangdong, et à 422 km à l'ouest-sud-ouest de Kaohsiung, à Taïwan.

## Statut
Ces îles sont administrées par la république de Chine (Taïwan) mais sont néanmoins revendiquées par la république populaire de Chine au même titre que celles situées le long de ses côtes.
Il existe une station militaire et scientifique permettant l'hébergement des résidents temporaires et servant de poste de secours pour les équipages de pêcheurs.
L'île dispose d'un aéroport.

## Histoire
La République de Chine y a créé le 17 janvier 2007 son septième parc national, le Dongsha Atoll National Park (en).
En 2012, la station de recherche de l'atoll Dongsha de l'université nationale Sun Yat-sen est créée pour la recherche en biologie, en biogéochimie et en océanographie.